# Friedrich Burgmüller
Pour les articles homonymes, voir Burgmüller.
Johann Friedrich Franz Burgmüller est un compositeur bavarois né à Ratisbonne le 4 décembre 1806 et mort à Beaulieu, Marolles-en-Hurepoix, le 13 février 1874. Il est le frère aîné de Norbert Burgmüller.

Il s'installe à Paris et compose quelques musiques de ballets, ainsi que des pièces de salon pour piano dans un style léger, pour répondre au goût des mélomanes de son temps.
Dans le livret qu'il écrivit pour Decca, lors de l'enregistrement de La Péri, le chef d'orchestre australien Richard Bonynge évoque une anecdote originale sur Burgmüller : lorsque l'on jouait une des œuvres, il arrivait au théâtre tiré à quatre épingles ; lorsque l'on jouait l'œuvre d'un confrère, il affectait une tenue des plus négligées. Or, pour le théâtre, hormis sa participation à Lady Henriette (opéra collectif), à Giselle d'Adam et son propre ballet de La Péri, il écrivit peu...

## Œuvres
Avec numéro d'opus
- 6 Mélodies gracieuses de Bellini, op. 26
- Souvenir de Bellini, op. 27
- Souvenir de Schönbrunn, op. 32
- La Cachucha, op. 36
- Murmures du Rhone, op. 66
- Corbeille de roses, op. 68
- Fleurs Mélodiques, op. 82
- Fantaisie Brillante sur « Ernani » de Verdi, op. 92
- Blaue Äuglein, op. 93
- Les Étincelles, op. 97
- 25 Études faciles et progressives, op. 100
- 12 Études, op. 105
- 18 Études, op. 109

Sans numéro d'opus
- L'ange consolateur
- Ay Chiquita
- 3 Nocturnes pour violoncelle et Guitare
- Le Pardon de Ploërmel
- Pas-de-deux des Jeunes Paysans, de 1841, inséré dès sa création dans l'Acte I du ballet Giselle d'Adolphe Adam
- La Péri, ballet de 1842
- Souvenirs de Londres
- Arabesque

## Discographie
- Pas-de-deux des Jeunes Paysans, composé et inséré dès la création en juin 1841 dans le ballet « Giselle ou les Wilis », d'Adolphe Adam : se retrouve dans de nombreuses versions discographiques de « Giselle », notamment celle dirigée en 1962 par Richard Bonynge, à la tête de l'Orchestre Symphonique de Londres, publiée chez Decca « Fête du Ballet ».
- La Péri, ballet de 1842. Dans le même coffret, interprété en 1968 par les mêmes interprètes, on peut découvrir l'intégralité du seul enregistrement à ce jour du ballet de Burgmüller intitulé « La Péri », composé, tout comme « Giselle », sur un livret de Théophile Gautier.
- « Étude op. 100 no 24 (l´hirondelle/ die Schwalbe/ the swallow) of Friedrich Burgmüller », YouTube, 28 mars 2021 (consulté le 10 juillet 2021)